# Len Garry
Len Garry (Liverpool, 6 de enero de 1942) es un músico británico conocido por haber sido miembro fundador en 1956 y ejecutante del bajo de cofre de té (tea-chest bass), de la banda The Quarry Men, fundada y liderada por John Lennon, que fue antecesora de Los Beatles. Dejó la banda a fines de 1957. Formó parte del grupo que refundó la banda en 1997, permaneciendo activo hasta el presente (2018).

## Biografía

### Infancia
Len Garry nació en Liverpool, en el suburbio de Wavertree, el 6 de enero de 1942. Durante su niñez sufrió la Segunda Guerra Mundial (1939-1945). Su padre era tipógrafo del Liverpool Daily Post. Cursó sus estudios primarios en la Escuela Primaria Mosspits Lane, a la que también asistieron Pete Shotton y Nigel Walley, pero no se conocieron porque eran un año mayores. De niño recibió algunas lecciones de piano de parte de su madre. En 1953 inició sus estudios secundarios en el Liverpool Institute High School, donde se hizo íntimo amigo de Ivan Vaughan, amigo a su vez de Paul McCartney y John Lennon, antes de que estos últimos se conocieran. Por esa época conoció a Paul McCartney, con quien fue compañero de las clase de alemán. En 1955 conoció a John Lennon, presentado por Ivan Vaughan, ingresando a la pandilla liderada por John, que integraba con Shotton, Vaughan y Walley, que solía reunirse en Calderstones Park.
Garry perteneció a la primera generación británica de adolescentes con características sociales y culturales propias, marcadas por el racionamiento de alimentos entre 1939 y 1954, la extensión de la educación obligatoria hasta los quince años y la eliminación del servicio militar. Los años 1954, 1955 y 1956 fueron de gran importancia social y musical para la generación de adolescentes británicos nacidos en la guerra. En 1954 terminó el racionamiento de alimentos que les permitió disfrutar por primera vez en su vida de placeres típicamente infantiles como los helados, las golosinas y las tortas, abriendo el camino hacia un gran cambio de costumbres caracterizadas por el placer y el consumo. En 1955 estalló mundialmente el rock and roll estadounidense, con las figuras de Bill Haley primero y Elvis Presley después. En 1956 estalló con Lonnie Donegan, exclusivamente en Gran Bretaña, lo que se llamó la "locura del skiffle" (skiffle craze), un intermedio entre el folk, el jazz y el rock, pero cantado por británicos con instrumentos baratos, como la guitarra -ajena hasta ese momento a la cultura británica-, o caseros, como la tabla de lavar y el bajo de cofre de té (tea-chest bass). El skiffle fue adoptado masivamente por los adolescentes británicos, no solo como música para bailar, sino sobre todo para tocar: decenas de miles de bandas de skiffle integradas por adolescentes se crearon ese año.

### The Quarry Men

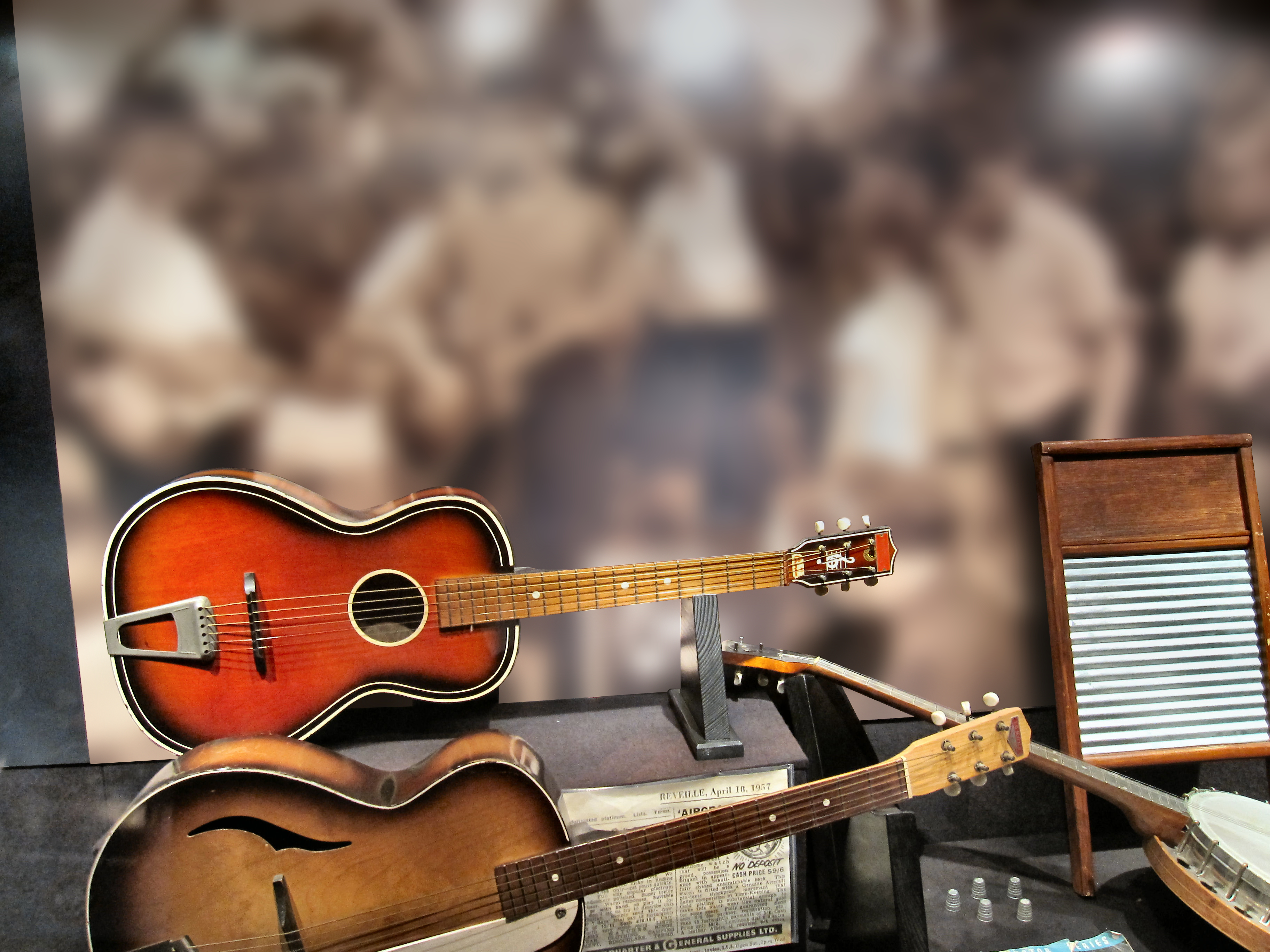
Instrumentos de The Quarry Men en el Museo de Los Beatles en Liverpool: batería, dos guitarras, banjo, tabla de lavar y bajo de cofre de té. Como fondo, difuminada en esta imagen, la histórica foto de Geoff Rhind documentando la presentación del 6 de julio de 1957.

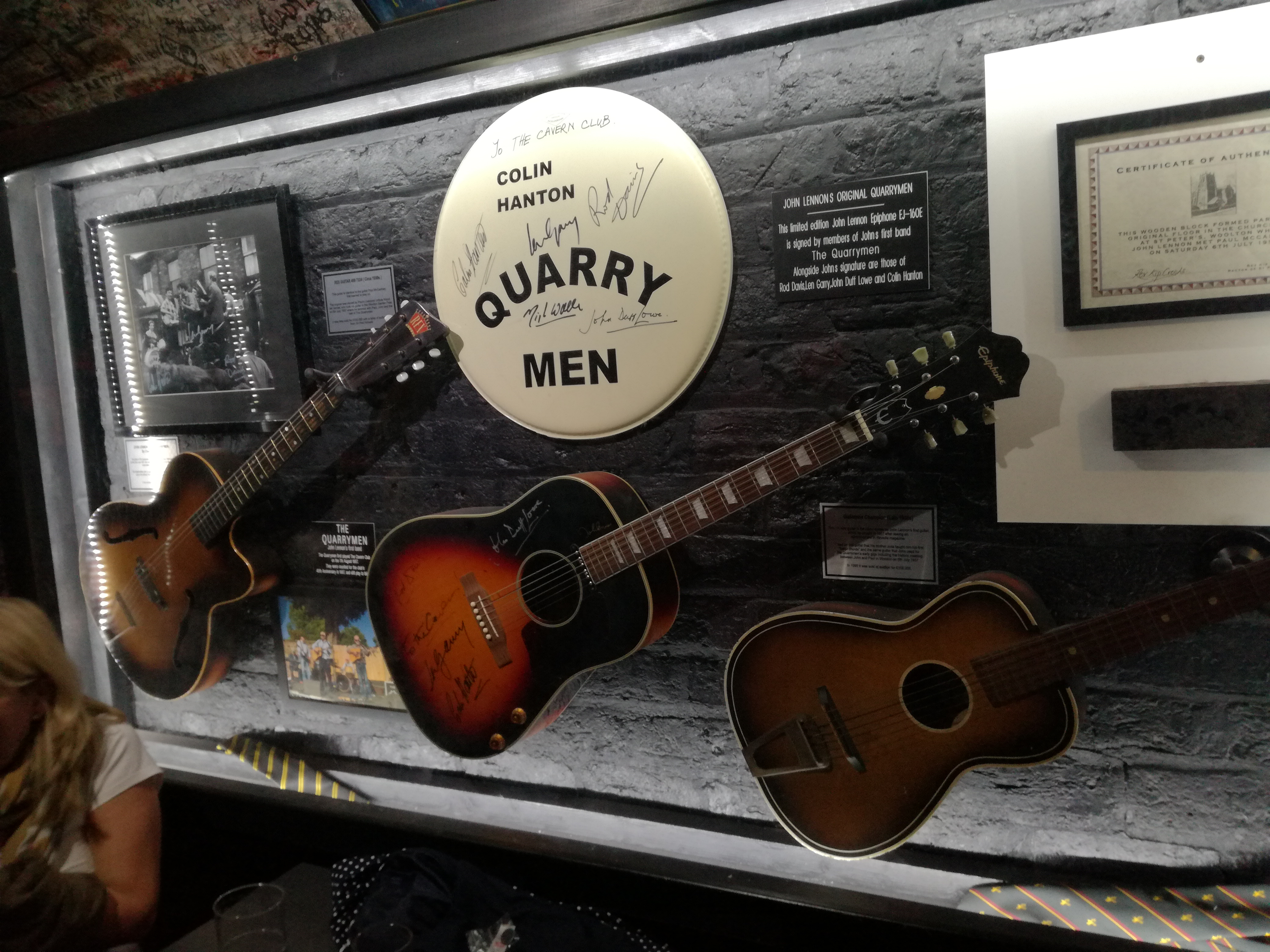
Vitrina dedicada a The Quarry Men en The Cavern Club, con instrumentos autografiados, entre ellos el de Len Garry.

En 1956 John Lennon comenzó a formar con sus amigos más íntimos (Pete Shotton, Eric Griffiths, Len Garry, Ivan Vaughan y Nigel Walley) una banda escolar de skiffle, llamada The Quarry Men. Griffiths a su vez convocó a Rod Davis (banjo), también compañero del Quarry Bank, y a su vecino Colin Hanton, que tenía una batería. Inicialmente Lennon encomendó a Bill Smith hacerse cargo del bajo de cofre de té (tea-chest bass), un instrumento casero característico del skiffle. Pero Smith no volvió a aparecer y fue Len Garry quien tomó la responsabilidad del instrumento.
El repertorio inicial de The Quarry Men estaba integrado por covers de las canciones de moda. En primer lugar hits de Lonnie Donegan, empezando por «Rock Island Line», tema que inició la locura del skiffle. Otros temas de Donegan en el repertorio inicial fueron «Lost John», «Railboard Bill», «Cumberland Gap», «Alabamy Bound» y «Jump Down Turn Around (Pick a Bale of Cotton)». Aquel primerísimo repertorio incluía también «Maggie Mae», una canción del folklore de Liverpool que la madre de John Lennon le enseñó a tocar, que Los Beatles incluyeron en el álbum Let It Be, lanzado en 1970. Inmediatamente después, en ese primer semestre de existencia, incorporaron temas de rock, como «Be Bop A Lula» de Gene Vincent,  «Ain't That a Shame» de Fats Domino, y «Blue Suede Shoes» de Elvis Presley.

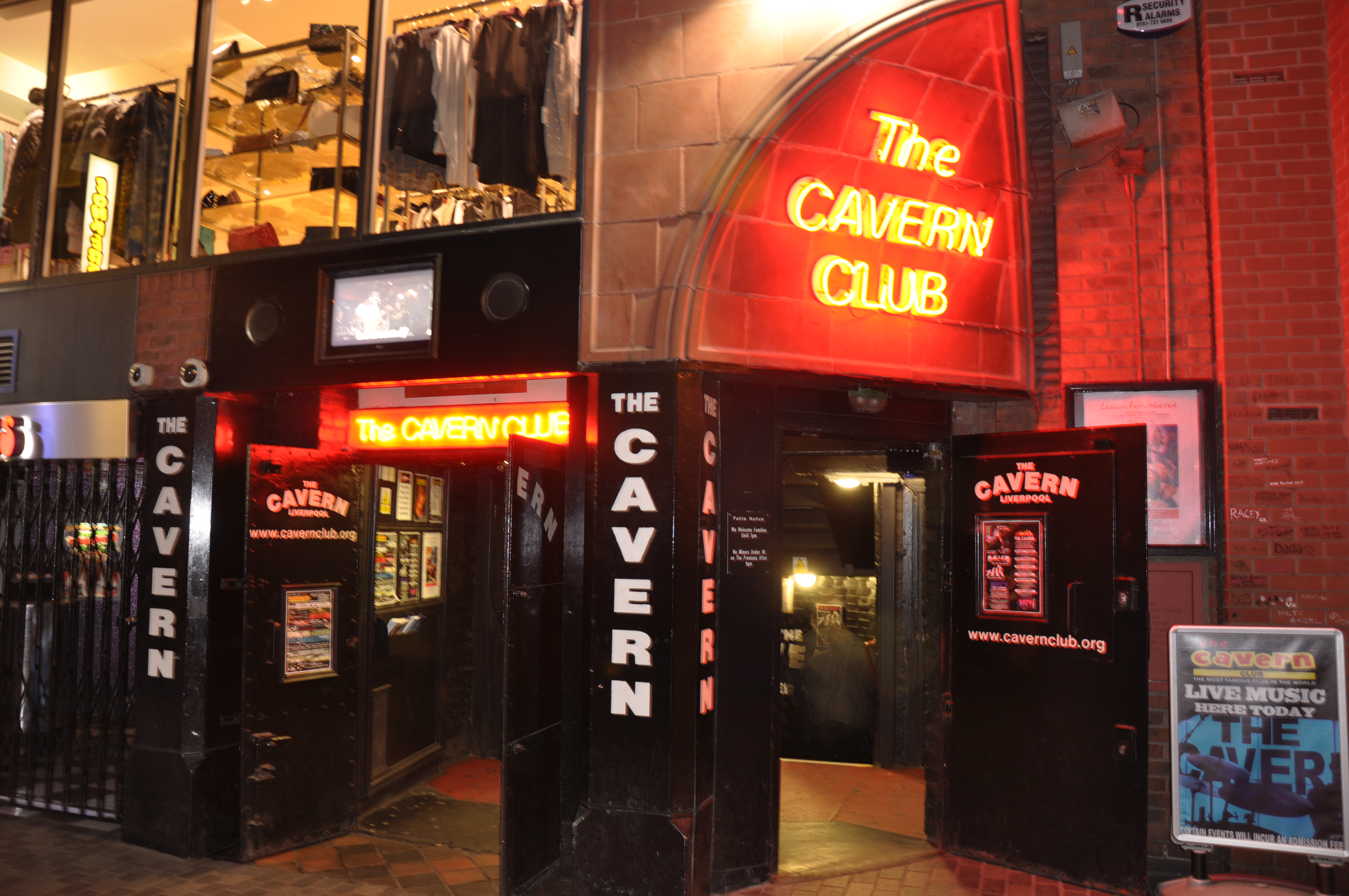
The Cavern fue uno de los lugares donde primero tocaron Los Quarry Men.

Garry integró la banda hasta fines de 1957, actuando en las fiestas que organizaban los clubes juveniles de las iglesias, en particular la de St. Peter, el Golf Club Lee Park, y el Cavern Club.
En esas actuaciones se puso en evidencia una de las primeras tensiones tanto al interior como al exterior de la banda, entre el skiffle y el rock and roll. Mientras que el skiffle resultaba relativamente aceptable para el gusto de los adultos de entonces, centrado en el jazz, el rock and roll era definitivamente inaceptable. Pero ya en ese momento John Lennon evidenciaba su preferencia por el rock and roll e impulsaba a los Quarry Man en ese sentido. Colin Hanton contó la anécdota de John recibiendo un papel del público, luego de tocar algunas canciones de Elvis Presley, para descubrir que en realidad era un mensaje del dueño del club que decía:

¡Córtenla con ese rocanrol de porquería! (Cut out the bloody rock 'n' roll!)

The Quarrymen con Hanton también participó en competencias de bandas, en el Teatro Liverpool Pavillion. y otra en el principal teatro de la ciudad, el Empire, organizado por el conocido empresario musical británico y conductor televisivo Carroll Levis, para su programa de talentos "Búsqueda de Estrellas de TV" (TV Star Search), perdiendo el desempate final.
El 22 de junio The Quarry Man tocaron en la fiesta popular realizada en la calle Rosebery del barrio Toxteth, Liverpool 8, uno de los barrios más populares, en memoria del 750º aniversario de la primera Carta Real otorgada a la ciudad de Liverpool por el Rey Juan. En esa ocasión Los Quarry Men fueron fotografiados (tres fotos) por primera vez mientras tocan en la celebración. En dicha foto Garry aparece con camisa oscura, tocando el bajo de cofre de té, asomando detrás de John Lennon (guitarra y canto), acompañado también de Colin Hanton (batería) y Pete Shotton (tabla de lavar), en la primera fila, y Rod Davis (banjo), en la segunda fila.

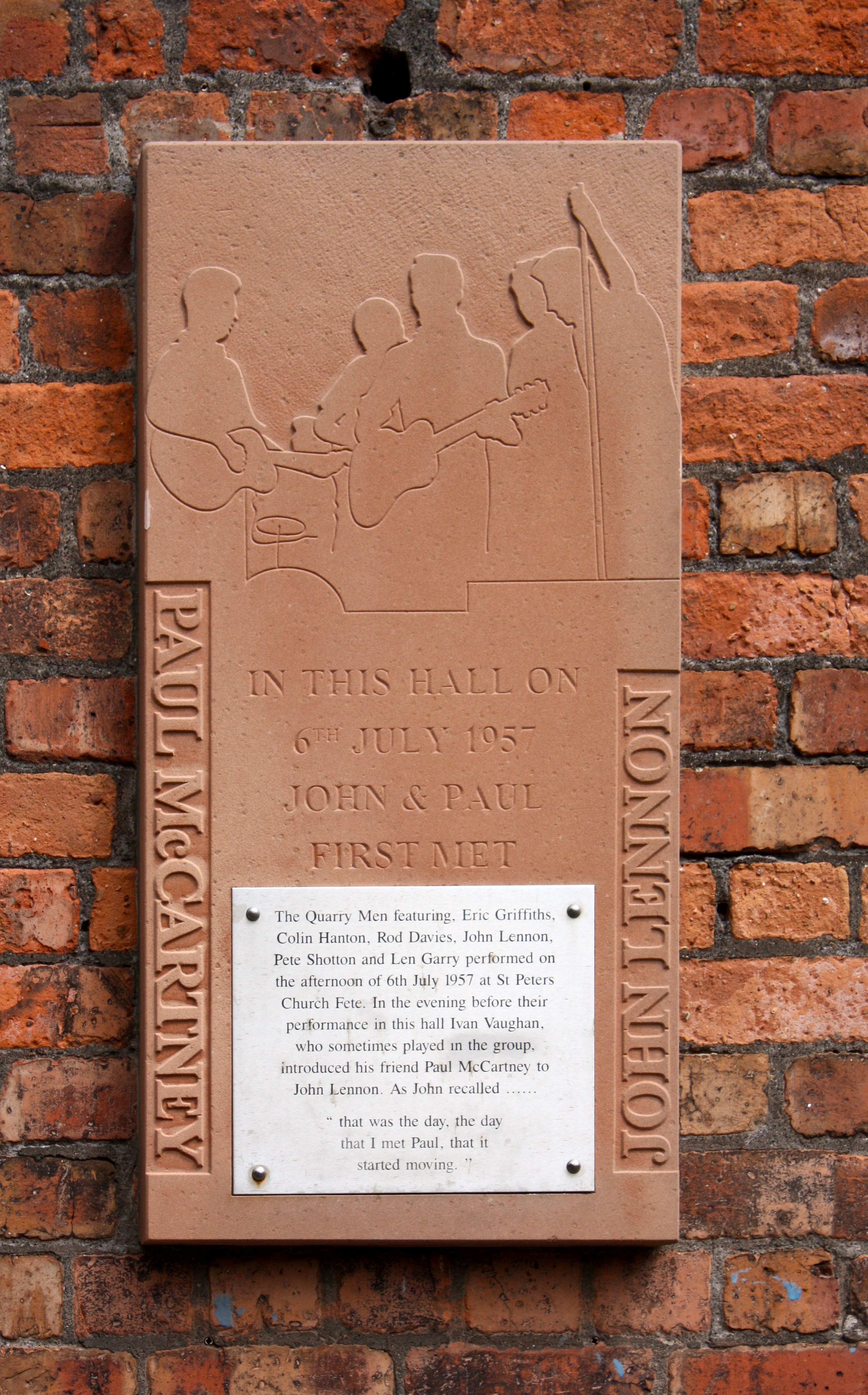
Placa en la entrada del hall de la Iglesia de San Pedro en Woolton, conmemorando el 6 de julio de 1957, día en que allí se conocieron John Lennon y Paul McCartney.

El 6 de julio de 1957, Garry tocó con Los Quarry Men, en la histórica presentación de la Iglesia de San Pedro de Woolton, y estuvo presente en el momento en que se conocieron John Lennon y Paul McCartney. La placa colocada en la pared exterior del hall, menciona la presencia de Len Garry en aquella ocasión:

Los Querry Men integrados por Eric Griffiths, Colin Hanton, Rod Davies, John Lennon, Pete Shotton y Len Garry actuaron en la tarde del 6 de julio de 1957 en la Fiesta de la Iglesia de San Pedro. Al atardecer, antes de su actuación en este hall, Ivan Vaughan, quien a veces tocaba en el grupo, presentó a su amigo Paul McCartney a John Lennon. Como John recordara...
“ese fue el día, el día que conocí a Paul, que todo empezó a moverse.”

Cuatro fotografías documentan la actuación de The Quarry Men ese día. Dos de ellas, descubiertas en 2009, fueron tomadas por James Davis, el padre de Rod Davis, documentando el traslado de los jóvenes y sus instrumentos en la parte de atrás de un camión; Garry, de camisa a cuadros, está parado de espaldas con un pie sobre la caja del bajo de cofre de té (tea-chest bass). En las otras dos fotos, que muestran a la banda tocando en el jardín de la iglesia, Garry aparece en primera fila a la izquierda de Lennon, con la camisa a cuadros oscura.

### Ingreso de Paul McCartney
El 13 de julio de 1957, durante el primer ensayo luego de la fiesta, la banda discutió y aceptó el ingreso de Paul. Probablemente el sábado 20 de julio Paul participó por primera vez de un ensayo de Los Quarry Men, en Mendips. McCartney hizo su primera presentación con la banda el 18 de octubre de 1957 en un club social de Liverpool.
En la segunda mitad de 1957 dejaron la banda Rod Davis (banjo), y Pete Shotton, luego de una serie de peleas con Hanton.
Para agosto de 1957 Los Quarry Men quedaron integrados del siguiente modo, siempre con Nigel Walley como representante:
- John Lennon (guitarra y primera voz)
- Paul McCartney (guitarra y primera voz)
- Eric Griffiths (guitarra)
- Len Garry (bajo de cofre de té - tea-chest bass)
- Colin Hanton (batería)

Según los recuerdos de Colin Hanton, las primeras presentaciones de Paul McCartney con los Quarry Men fueron algunas actuaciones en el club juvenil de Iglesia de San Pedro, donde ya comenzaban a establecer una base de fanes en Woolton, y un concurso de talentos en el Wilson Hall de Garston, organizada por un productor conocido como Charlie Mac. Colin Hanton recuerda el optimismo que Paul comenzó a irradiar sobre la banda, al convencer a John de pagar la entrada para competir en el concurso de talentos, seguro de que eran lo suficientemente buenos como para ganar. Aunque no ganaron, a Charlie Mac le gustó la banda y los contrató para tocar en una sala nueva llamada New Clubmoor Hall, el 18 de octubre de 1957. Paul McCartney, por su parte, recuerda que esta última fue su primera presentación con Los Quarry Men y que la misma resultó un desastre.
El 23 de noviembre de 1957 Los Quarry Men volvieron a presentarse en el Clubmoor Hall, donde fueron fotografiados por Lesley Kearne. Colin Hanton sostiene que la foto debió tomarse el mes anterior, porque para noviembre Len Garry ya no estaba en la banda. En la foto puede verse a todos los músicos vestidos de camisa blanca, pantalón negro y moños negros, con John y Paul al frente de la banda usando sacos, mientras se ubican detrás Hanton, Garry y Griffiths. La idea del uniforme surgió de Paul, al igual que diferenciar a los dos cantantes, con el uso del saco.
Con la ida de Garry Los Quarry Men quedaron reducidos a cuatro miembros, tres guitarras y la batería, siempre representados por Nigel Walley:
- John Lennon (guitarra y voz)
- Paul McCartney (guitarra y voz)
- Eric Griffiths (guitarra)
- Colin Hanton (batería)

Ya sin instrumentos caseros (tabla de lavar y bajo de cofre de té), el formato de la banda ya no respondía a la típica formación skiffle.

### Luego de Los Quarry Men
Luego de Los Quarry Men, Len Garry inició su vida laboral, trabajando como empleado de una firma de arquitectos de Liverpool. En 1971 dejó Liverpool y se radicó en Chard, Somerset, donde ingresó como cantante de una obra musical de rock gospel llamada "Come Together", que hizo varias giras por la región sudeste de Inglaterra. En 1987 volvió a radicarse en Liverpool.
En 1992 se conectó con John Duff Lowe y Rod Davis, para realizar algunas grabaciones que nunca fueron editadas.

### Refundación de The Quarrymen

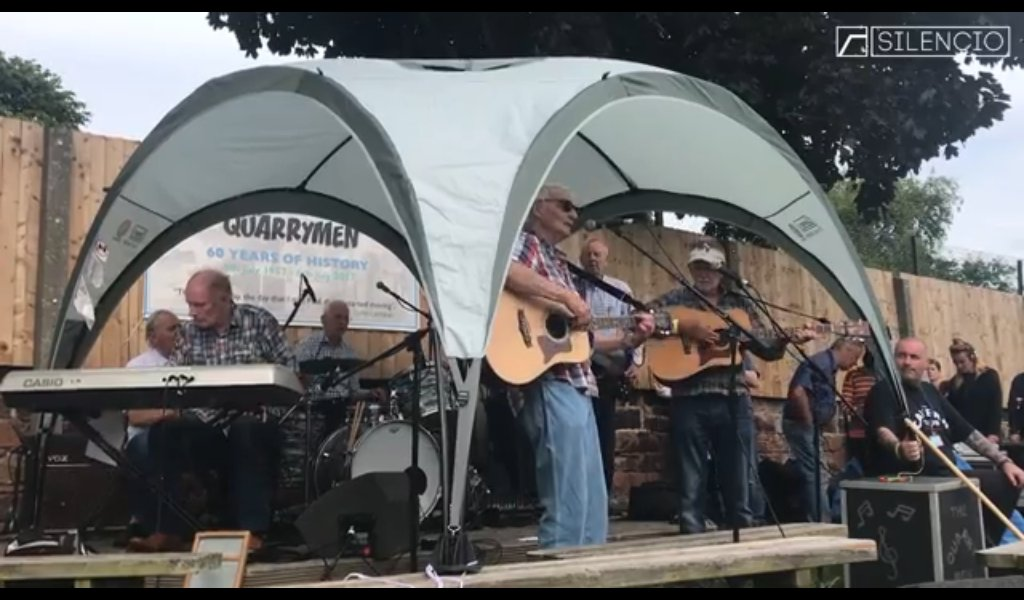
The Quarrymen actuando en St. Peters Church, Woolton, Liverpool, en el 60.º aniversario del encuentro entre John Lennon y Paul McCartney, en el mismo lugar en que habían tocado en 1957. Len Garry aparece en la misma en primera fila, cantando con la guitarra y usando anteojos negros.

El 16 de enero de 1997 The Cavern, que había sido reabierta en 1984, celebró su 40.º aniversario con una gran fiesta conmemorativa. En esa ocasión se inauguró la estatua de John Lennon en Mathew Street y la pared de ladrillos con el nombre inscripto de cada uno de los 1.801 artistas que habían actuado en su escenario hasta ese momento. Entre los principales invitados se encontraban los miembros originales de los Quarry Men. La mayoría de ellos no habían vuelto a tocar sus instrumentos y varios de ellos no se habían vuelto a ver desde la década de 1950. A pesar de ello, en esa ocasión improvisaron una breve actuación, ayudados por otros músicos.
El reencuentro en The Cavern los impulsó a reunir a miembros históricos de la banda, para realizar un concierto conmemorativo del 40.º aniversario de la presentación de Los Quarry Men el 6 de julio de 1957, en la Iglesia de San Pedro de Woolton, día en que se encontraron John y Paul. El recital contó con la adhesión de Paul McCartney, Yoko Ono Lennon, George Martin, Cynthia Lennon, la reina y el primer ministro Tony Blair. La formación de la banda ese día fue:
- Len Garry (guitarra y primera voz)
- Rod Davis (guitarra y voz)
- Colin Hanton (batería)
- Pete Shotton (bajo de cofre de té y tabla de lavar)
- Eric Griffiths (guitarra)

Un video casero, difundido por el sitio Beatlesatstpeters, registró el recital.
La nueva reunión de Los Quarrymen fue recibida con mucho interés por la prensa, los fanes de Los Beatles y gente de todo el mundo en general, impulsando a la banda a mantenerse unida. A la fecha (2018), The Quarrymen ha permanecido activa durante 21 años, dando recitales en diversas partes del mundo. Desde entonces han lanzado también tres álbumes en CD, Get Back Together (1997), Songs we remember (2004) y Grey Album (2012).
En 2005 falleció Eric Griffiths y en 2017 falleció Pete Shotton. La formación de la banda en 2018 era:
- Len Garry (guitarra y primera voz)
- Rod Davis (guitarra y voz)
- Colin Hanton (batería)
- John Duff Lowe (piano)
- Chas Newby (bajo)